# EuroEyes Cyclassics 2018
Die 23. EuroEyes Cyclassics 2018 war ein deutsches Straßenradrennen. Das Eintagesrennen fand am Sonntag, den 19. August 2018, statt. Dieses Radrennen startete und endete in Hamburg mit einer Länge von 216,4 km. Zudem gehörte es zur UCI WorldTour 2018. Sieger wurde auch in diesem Jahr der Vorjahressieger Elia Viviani aus Italien von Quick-Step Floors.

## Strecke
Der Start erfolgte an der Alster. Von dort aus ging es in das Umland mit flacher Streckenführung. Im Finale war dreimal der Waseberg (700 Meter lang und bis zu 15 Prozent steil), letztmals allerdings 15 km vor dem Ziel. Danach ging es in Richtung Ziel in die Mönckebergstraße.

## Rennverlauf
In der Anfangsphase setzten sich fünf Fahrer ab u. a. mit Winner Anacona (Kolumbien/Movistar). Diese Gruppe hatte maximal drei Minuten an Vorsprung. Kurz vor der letzten Passage des Wasebergs war die Gruppe gestellt. Am Waseberg attackierte dann Sonny Colbrelli (Italien/Bahrain-Merida). Er initiierte danach eine zehn Fahrer starke Gruppe, die maximal 20 Sekunden Vorsprung bekam. Als letzter Fahrer der Gruppe wurde Alexei Luzenko (Kasachstan/Astana) wieder eingeholt. 1500 Meter stürzte einer der Favoriten auf den Sieg, Pascal Ackermann (Deutschland/Bora). Dadurch entstanden Löcher im Peloton. Am Ende siegte der Italiener Elia Viviani vor dem Franzosen Arnaud Démare (Groupama-FDJ) und dem Norweger Alexander Kristoff (UAE Team Emirates).

## Teilnehmende Mannschaften
| WorldTeams (18)- AG2R La Mondiale - Astana - Bahrain-Merida - BMC Racing Team - Bora-Hansgrohe - Dimension Data - EF Education First-Drapac p/b Cannondale - Groupama-FDJ - Katusha-Alpecin - Lotto NL-Jumbo - Lotto Soudal - Mitchelton-Scott - Movistar Team - Quick-Step Floors - Sky - Team Sunweb - Trek-Segafredo - UAE Team Emirates Professional Continental Teams (3)- CCC Sprandi Polkowice - Gazprom-RusVelo - Vérandas Willems-Crelan |
| |

## Rennergebnis
| \| Gesamtwertung \| Gesamtwertung \| Gesamtwertung \| Gesamtwertung \| Gesamtwertung \| \| Fahrer \| Fahrer \| Land \| Team \| Zeit \| \| ------------- \| ------------------ \| ------------- \| ------------------------- \| --------------- \| \| 1. \| Elia Viviani \| Italien \| Quick-Step Floors \| 4 h 46 min 01 s \| \| 2. \| Arnaud Démare \| Frankreich \| Groupama-FDJ \| + 0 s \| \| 3. \| Alexander Kristoff \| Norwegen \| UAE Team Emirates \| + 0 s \| \| 4. \| John Degenkolb \| Deutschland \| Trek-Segafredo \| + 0 s \| \| 5. \| Matteo Trentin \| Italien \| Mitchelton-Scott \| + 0 s \| \| 6. \| Giacomo Nizzolo \| Italien \| Trek-Segafredo \| + 0 s \| \| 7. \| Sacha Modolo \| Italien \| EF Education First-Drapac \| + 0 s \| \| 8. \| Nikias Arndt \| Deutschland \| Team Sunweb \| + 0 s \| \| 9. \| Niccolò Bonifazio \| Italien \| Bahrain-Merida \| + 0 s \| \| 10. \| Peter Sagan \| Slowakei \| Bora-Hansgrohe \| + 0 s \| |                    |             |                           |                 |
| |                    |             |                           |                 |
| Quelle: ProCyclingStats |                    |             |                           |                 |
| Gesamtwertung |                    |             |                           |                 |
| Fahrer | Fahrer             | Land        | Team                      | Zeit            |
| 1. | Elia Viviani       | Italien     | Quick-Step Floors         | 4 h 46 min 01 s |
| 2. | Arnaud Démare      | Frankreich  | Groupama-FDJ              | + 0 s           |
| 3. | Alexander Kristoff | Norwegen    | UAE Team Emirates         | + 0 s           |
| 4. | John Degenkolb     | Deutschland | Trek-Segafredo            | + 0 s           |
| 5. | Matteo Trentin     | Italien     | Mitchelton-Scott          | + 0 s           |
| 6. | Giacomo Nizzolo    | Italien     | Trek-Segafredo            | + 0 s           |
| 7. | Sacha Modolo       | Italien     | EF Education First-Drapac | + 0 s           |
| 8. | Nikias Arndt       | Deutschland | Team Sunweb               | + 0 s           |
| 9. | Niccolò Bonifazio  | Italien     | Bahrain-Merida            | + 0 s           |
| 10. | Peter Sagan        | Slowakei    | Bora-Hansgrohe            | + 0 s           |